# Victor Marijnen
Victor Gerard Marie Marijnen (Arnhem, 21 febbraio 1917 – L'Aia, 5 aprile 1975) è stato un politico olandese, Ministro-presidente dei Paesi Bassi dal 23 luglio 1963 al 14 aprile 1965.